# Coturnix
Genre
Coturnix est un genre d'oiseaux de la famille des Phasianidae. Il est constitué de 6 espèces vivantes de cailles.

## Liste des espèces
D'après la classification de référence (version 5.2, 2015) du Congrès ornithologique international (ordre phylogénique) :
- Coturnix coturnix – Caille des blés
- Coturnix japonica – Caille du Japon
- Coturnix coromandelica – Caille nattée
- Coturnix delegorguei – Caille arlequin
- Coturnix pectoralis – Caille des chaumes
- † Coturnix novaezelandiae – Caille de Nouvelle-Zélande
- Coturnix ypsilophora – Caille tasmane

La Caille peinte et la Caille bleue étaient autrefois classées dans ce genre, avant d'être déplacées pour leur propre genre, Excalfactoria.